# Шахмахта
Шахмахта (Коряшка) — река в России, протекает в Ивановском районе Ивановской области. Устье реки находится в 6 км по правому берегу реки Молохты. Длина реки составляет 15 км, площадь водосборного бассейна — 72 км².
Исток реки у деревни Малинки в 6 км к северу от города Кохмы. Река течёт на запад, протекает деревни Елюнино, Василёво, Куликово, Ушаково, Рогатино, Федосово. В деревнях Василёво и Рогатино на реке плотины с запрудами. Впадает в Молохту у деревни Матрохино.
В старину река называлась Шахма, а ещё раньше — Шартома. Этот топоним сохранился в названии Николо-Шартомского монастыря.

## Данные водного реестра
По данным государственного водного реестра России, относится к Окскому бассейновому округу, водохозяйственный участок реки — Клязьма от города Коврова и до устья, без реки Уводь, речной подбассейн реки — бассейны притоков Оки от Мокши до впадения в Волгу. Речной бассейн реки — Ока.
Код объекта в государственном водном реестре — 09010301112110000033365.